# Władłen Kozluk
Władłen Serhijowycz Kozluk (ukr. Владлен Сергійович Козлюк; ur. 19 lipca 1997) – ukraiński zapaśnik walczący w stylu klasycznym. Zajął siedemnaste miejsce na mistrzostwach świata w 2022. Brązowy medalista mistrzostw Europy w 2022. Trzynasty w Pucharze Świata w 2020. 
Drugi na ME U-23 w 2018; trzeci w 2019. Mistrz świata juniorów w 2017. Drugi na ME juniorów w 2017; trzeci w 2017. Mistrz świata kadetów w 2014 i trzeci na ME w 2014 roku.